# Saphir à gorge rousse
Hylocharis sapphirina
Espèce
Synonymes
 * Amazilia sapphirina
Statut de conservation UICN

 LC  : Préoccupation mineure
Statut CITES
Le Saphir à gorge rousse (Hylocharis sapphirina,) ou Ariane à gorge rousse, est une espèce de colibris de la sous-famille des Trochilinae.  D'après Alan P. Peterson, c'est une espèce monotypique.

## Habitats
Ses habitats sont les forêts tropicales et subtropicales humides de basses et hautes altitudes, les savanes sèches mais aussi les anciennes forêts lourdement dégradées et les champs.

## Distribution
Le Saphir à gorge rousse est présent dans tous les pays d'Amérique du Sud, sauf le Chili et l'Uruguay

Carte de répartition de l'espèce